# Olga Zaruba
Olga Zaruba –en ruso, Ольга Заруба– (5 de julio de 1997) es una deportista rusa que compite en remo.
Ganó dos medallas de bronce en el Campeonato Europeo de Remo, en los años 2019 y 2021, ambas en la prueba de ocho con timonel.

## Palmarés internacional
| Campeonato Europeo | Campeonato Europeo | Campeonato Europeo | Campeonato Europeo |
| Año                | Lugar              | Medalla            | Prueba             |
| ------------------ | ------------------ | ------------------ | ------------------ |
| 2019               | Lucerna (Suiza)    | Medalla de bronce  | Ocho con timonel   |
| 2021               | Varese (Italia)    | Medalla de bronce  | Ocho con timonel   |